# Tusveld
Tusveld is een buurtschap in de Twentse gemeente Almelo in de Nederlandse provincie Overijssel. Tot de gemeentelijke herindeling van 1 januari 2001 viel het onder de gemeente Borne.
Tusveld ligt precies binnen de driehoek Almelo-Bornerbroek-Zenderen, net ten zuidoosten van het Nijreesbos. Vroeger maakte het onderdeel uit van de marke Zenderen.

## Waterhuishouding
De ontwatering van Tusveld verloopt moeizaam. Regelmatig vindt er ernstige wateroverlast plaats. Het gebied watert af via de Tusvelder Waterleiding. Vanaf 2010 maakt deze watergang plaats voor de Doorbraak.

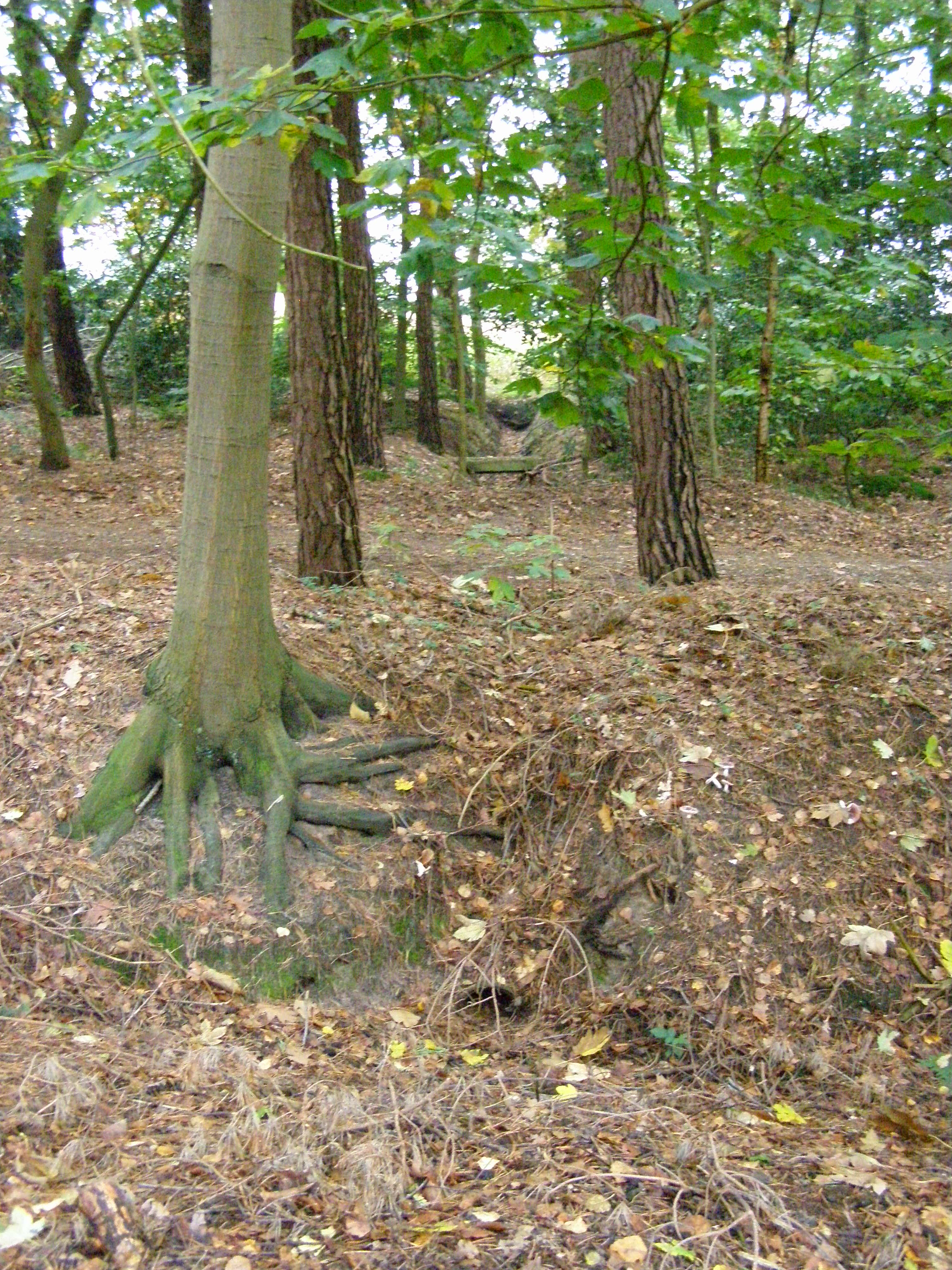
Gedeeltelijk dichtgegroeide afwateringssloot in Tusveld
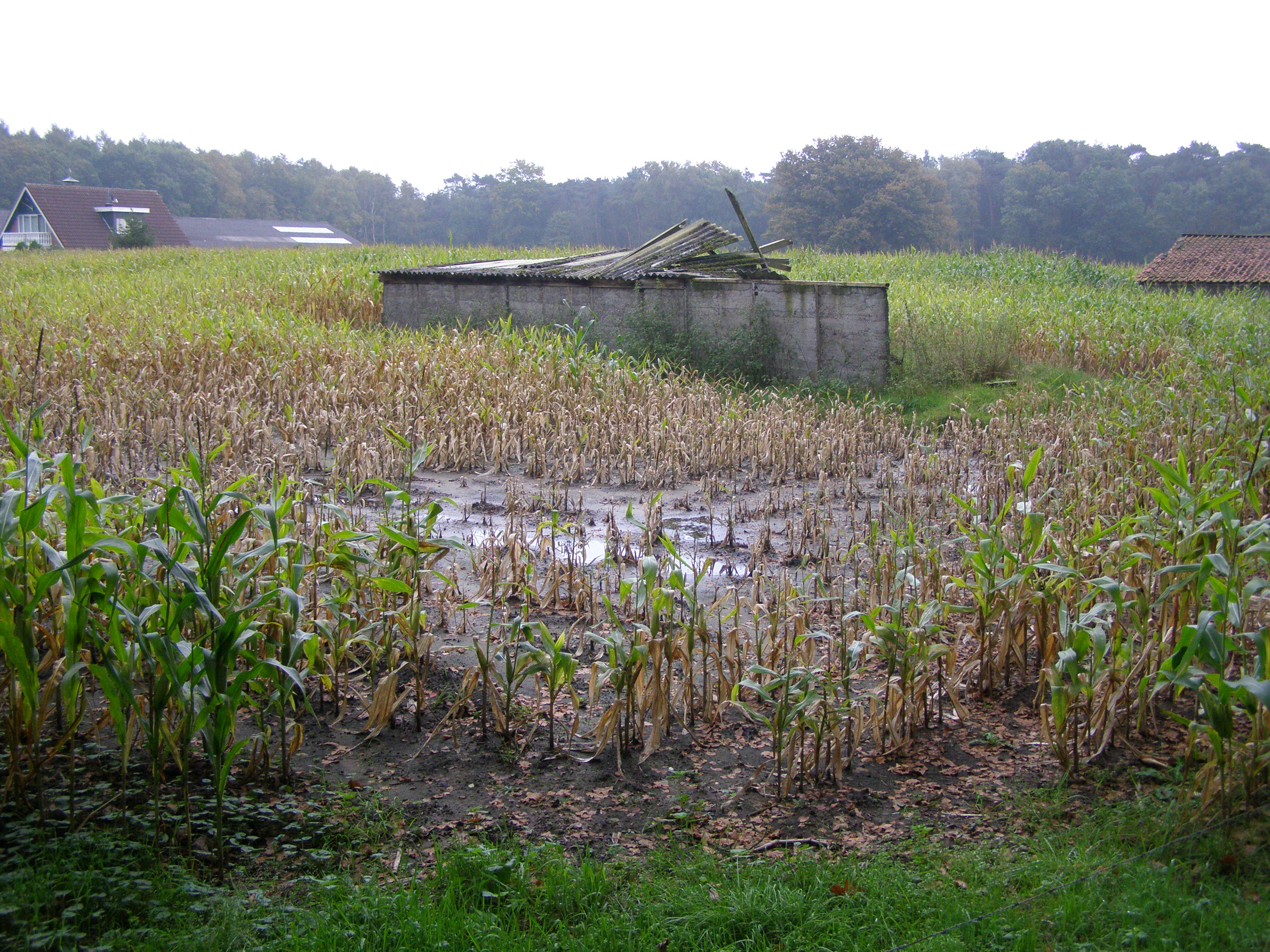
Maïsperceel met wateroverlast
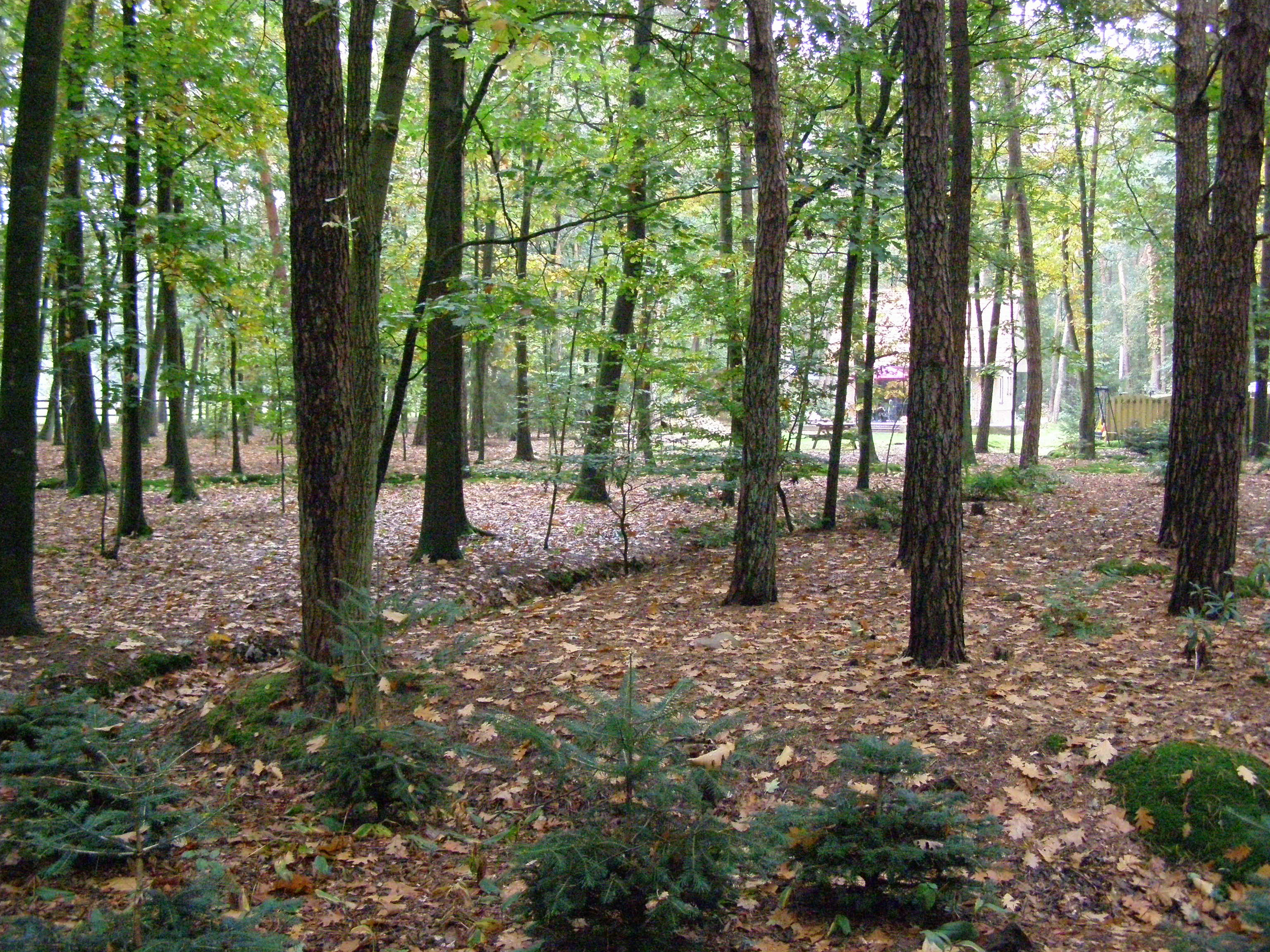
Gedeelte van Tusveld dat in de winter regelmatig onder water komt te staan
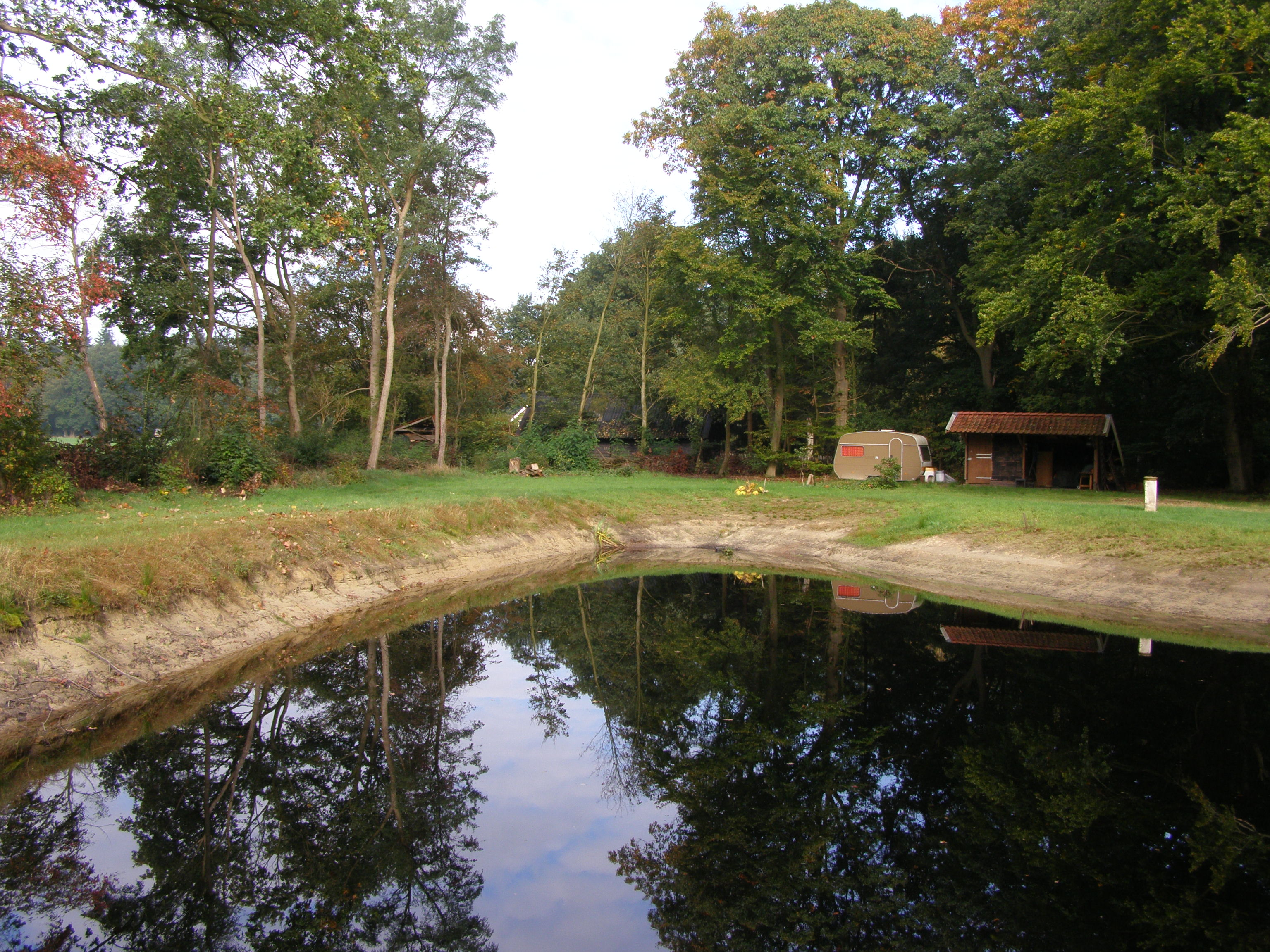
Waterpartij in Tusveld
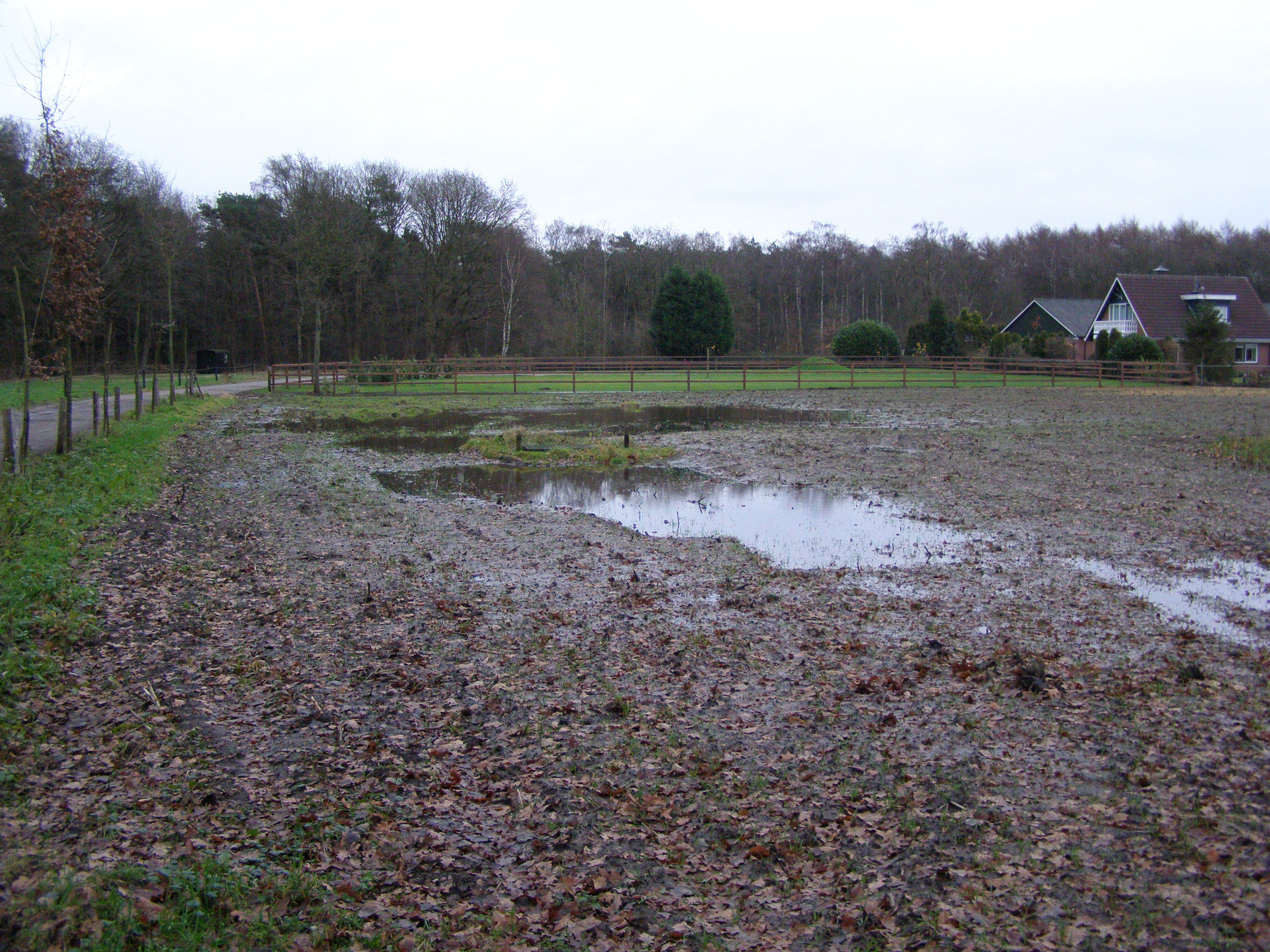
Wateroverlast in Tusveld

Stad: Almelo      Dorpen: Aadorp · Bornerbroek · Mariaparochie (deels)      Buurtschappen: Tusveld · Bavinkel · Deldenerbroek (deels)

Wijken: Binnenstad · De Riet · Noorderkwartier · Sluitersveld · Wierdensehoek · Nieuwstraat-Kwartier · Ossenkoppelerhoek · Hofkamp · Schelfhorst · Windmolenbroek

Voormalige gemeenten: Ambt Almelo · Stad Almelo

Overijssel · Steden en dorpen in Overijssel      Nederland · Provincies · Gemeenten